# Madona cu pisica
Madona cu pisica este o operă realizată de Leonardo da Vinci. Din această pictură s-a păstrat doar o schiță din perioada lui Da Vinci. S-ar putea ca lucrarea originală să nu fi fost terminată sau să se fi pierdut; există o pictură recentă pe baza acestor schițe, aflată în colecția industrialișului Carlo Noya.

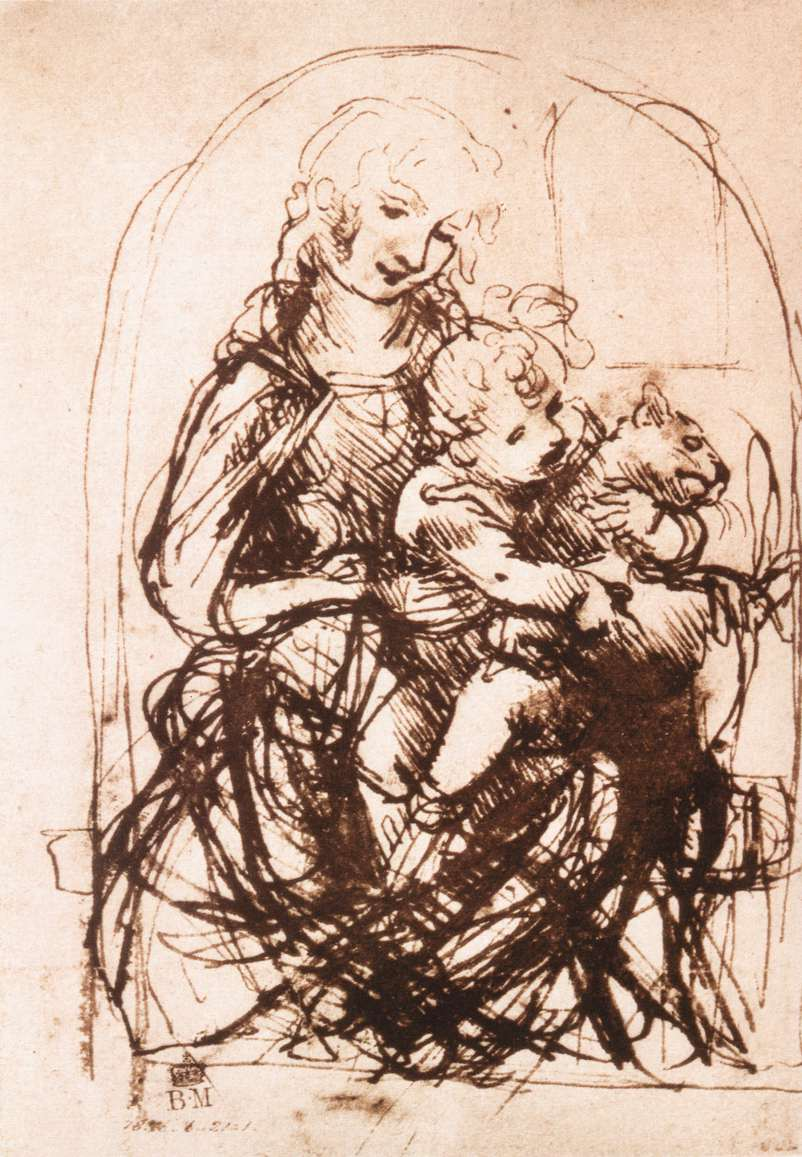
Recto.